# Gastroenteritis
La gastroenteritis o diarrea infecciosa és una malaltia consistent en una inflamació (-itis) de l'aparell digestiu que pot afectar tant l'estómac (gastro-) com l'intestí prim (-entero-). Provoca una combinació de diarrea, vòmits, dolor abdominal i còlics. Els malalts de gastroenteritis poden acabar deshidratats. La gastroenteritis es coneix igualment amb el nom de grip intestinal tot i no tenir res a veure amb la grip.
A escala global, la majoria de casos de gastroenteritis infantil es deu als rotavirus, mentre que en els adults és més habitual el norovirus i els campilobàcters. Els altres bacteris (o les seves toxines) i els paràsits són causes menys freqüents de gastroenteritis. La malaltia es pot transmetre mitjançant el consum d'aliments mal preparats o aigua contaminada, o pel contacte proper amb individus infecciosos. Es pot prevenir bevent aigua neta, rentant-se les mans amb sabó i alletant els nadons en lloc de donar-los fórmula infantil, especialment en condicions de sanejament o higiene deficients. Es recomana que tots els infants rebin la vacuna  contra els rotavirus.
La base del tractament de la gastroenteritis és la reposició dels líquids perduts, cosa que en els casos lleus o moderats se sol fer mitjançant solucions de rehidratació oral (una combinació d'aigua, sals i sucre). Es recomana que els infants lactants continuïn sent alletats. Els malalts més greus poden necessitar l'administració de fluids per via intravenosa en un centre sanitari. En general s'intenta evitar l'ús d'antibiòtics. La gastroenteritis afecta principalment els infants i la gent que viu als països en vies de desenvolupament. Cada any es produeixen aproximadament 3.000–5.000 milions de casos d'aquesta malaltia, que provoquen uns 1,4 milions de morts.

## Signes i símptomes
| Imatge | Tipus | Descripció                                                  | Interpretació                                              |
| ------ | ----- | ----------------------------------------------------------- | ---------------------------------------------------------- |
|        | 5     | Trossos tous amb les vores ben definides (fàcil d'evacuar). | Indicadors de diarrea.                                     |
|        | 6     | Trossos tous amb les vores desfetes i desiguals.            | Indicadors de diarrea.                                     |
|        | 7     | Totalment líquida, amb cap tros sòlid que uneix les peces.  | Pot ser un senyal de còlera, intoxicació alimentària, etc. |

La gastroenteritis es presenta amb diarrea i vòmits o, més rarament, amb només un d'aquests dos signes. Els pacients també poden patir còlics abdominals. Els signes i símptomes solen aparèixer entre 12 i 72 hores després de l'exposició a l'agent infecciós. En general, les gastroenteritis de tipus víric es passen en una setmana o menys. Les formes víriques poden anar acompanyades de febre, fatiga, mals de cap i dolors musculars. La presència de sang a la femta significa que és més probable que l'agent causatiu sigui un bacteri i no pas un virus. Algunes infeccions bacterianes poden associar-se a dolors abdominals intensos i persistir durant diverses setmanes.
Els infants infectats per rotavirus solen recuperar-se completament en entre tres i vuit dies. Tanmateix, els països pobres sovint manquen dels mitjans necessaris per tractar les infeccions greus i hi ha molts casos de diarrea persistent. La deshidratació és una complicació freqüent de la diarrea. Els infants amb deshidratació avançada poden tenir un temps d'ompliment capil·lar prolongat, poca turgència cutània i una respiració anormal. Les infeccions repetides, que es produeixen generalment a zones amb males condicions sanitàries, poden desembocar en malnutrició, retard de creixement i problemes cognitius de llarga durada. Els canvis en l'intestí prim  són típicament no inflamatoris, mentre que els de l'intestí gros són inflamatoris.
L'1% dels pacients infectats per campilobàcters pateix artritis reactiva, mentre que el 0,1% acaba sofrint la síndrome de Guillain-Barré. Quan la infecció és deguda a les shigel·les (shigel·losi, un tipus de disenteria) o soques d'Escheríchia coli que secreten toxines Shiga pot produir-se síndrome hemolíticourèmica (SHU), que dona peu a trombocitopènia, insuficiència renal i falta de glòbuls rojos a causa de la seva destrucció. Els infants són més propensos a patir SHU que els adults. Algunes infeccions víriques, predominantment per norovirus des de la generalització de la vacuna contra els rotavirus, poden causar convulsions infantils benignes en nens petits amb gastroenteritis sense febre poc greus.

## Causes
Les principals causes de la gastroenteritis són els virus (particularment els rotavirus) i bacteris com l'escheríchia coli i les diverses espècies de campilobàcters. Tanmateix, hi ha molts altres agents infecciosos que poden provocar aquesta síndrome. De tant en tant se n'observen causes no infeccioses, però són menys freqüents que les víriques i les bacterianes. Els infants corren més risc d'infecció a causa de la seva falta d'immunitat i la seva higiene relativament deficient.

### Virus
Se sap que els rotavirus, norovirus, adenovirus i astrovirus (una virasi en augment) produeixen gastroenteritis vírica. Els rotavirus són la causa més habitual de gastroenteritis en els infants i representen una proporció similar dels casos als països desenvolupats i als que estan en vies de desenvolupament. L'origen de la diarrea infecciosa pediàtrica és víric en un 70% dels casos. Els rotavirus són una causa menys freqüent en els adults a causa de la seva immunitat adquirida. El norovirus provoca un 18% dels casos de gastroenteritis.
El norovirus és la causa principal de gastroenteritis adulta als Estats Units, on és responsable de més del 90% de brots. El norovirus és considerat la segona causa de gastroenteritis aguda a Catalunya. Aquestes epidèmies localitzades es produeixen generalment quan hi ha grups de persones que s'estan un temps les unes a prop de les altres, com és el cas als creuers, hospitals o restaurants. Els malalts poden romandre infecciosos una vegada els hagi passat la diarrea. El norovirus causa un 10% dels casos infantils.

### Bacteris

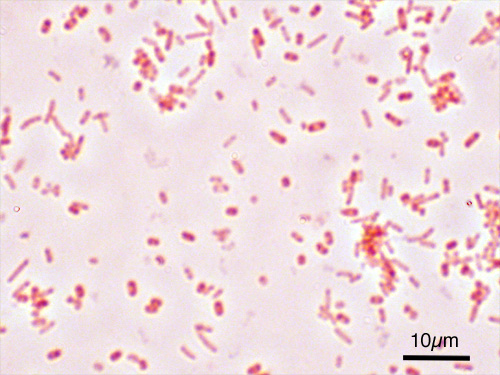
Salmonella enterica, serovar Typhimurium (ATCC 14028), vista al microscopi amb 1.000 augments i l'aplicació d'una tinció de Gram.

Campylobacter jejuni és la causa principal de gastroenteritis bacteriana al món desenvolupat. La meitat dels casos estan associats a l'exposició a l'aviram. Un 15% dels casos de gastroenteritis infantils són deguts a bacteris, els més comuns dels quals són l'escheríchia coli i espècies de salmonel·les, shigel·les i campilobàcters. 

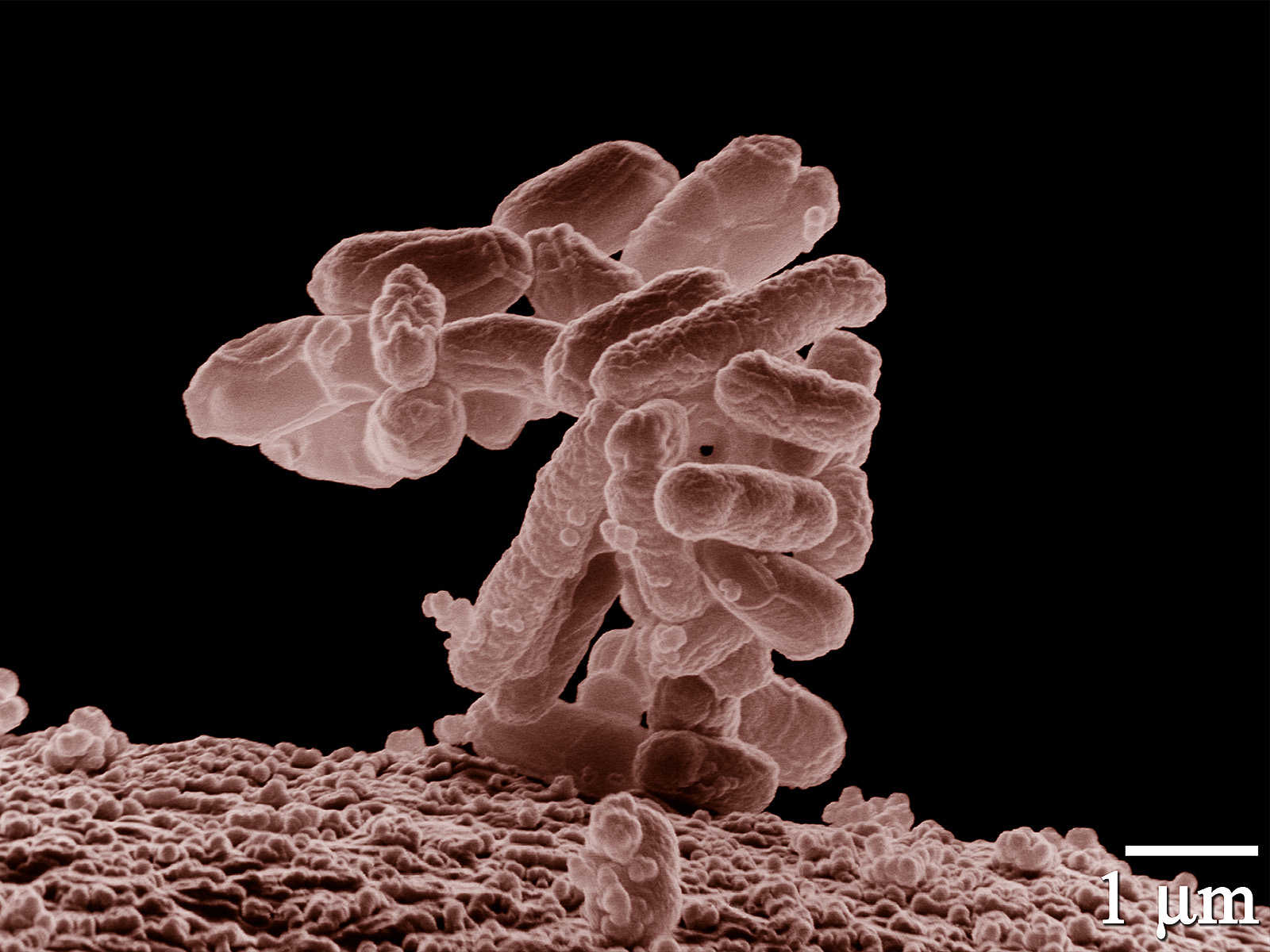
Escheríchia coli. Microscopi electrònic de rastreig. 10000X

Quan un aliment és contaminat per bacteris i es deixa durant unes hores a temperatura ambient, els bacteris es multipliquen i augmenten el risc d'infecció en les persones que es mengin l'aliment.
Els aliments que sovint s'associen a aquesta malaltia inclouen la carn de porc que pot estar contaminada per Yersinia enterocolitica i produir una infecció anomenada Yersiniosi.
Carns gens cuinada, l'aviram, el marisc, els ous, els brots crus, la llet i els formatges de pasta tova sense pasteuritzar i els sucs de fruita i verdures també poden causar malalties. En el cas de carn poc cuinada i ous, el patogen més important a tenir en compte és Salmonella Enteritidis. Per exemple, en marisc no cuinat, com ara les ostres, podem trobar el bacteri gramnegatiu Vibrio vulnificus. El còlera és una causa habitual de gastroenteritis als països en vies de desenvolupament, especialment a l'Àfrica subsahariana i Àsia. La transmissió d'aquesta malaltia sol fer-se mitjançant aigua o aliments contaminats.
A Catalunya, la incidència de gastroenteritis agudes per Campylobacter i Salmonella ha disminuït significativament en els darrers anys.
Clostridium difficile, una espècie productora de toxines, és una causa important de diarrea particularment comuna entre les persones d'edat avançada. Els nadons poden ser portadors d'aquest bacteri sense desenvolupar símptomes. És una causa habitual de diarrea en els pacients hospitalitzats i sovint s'associa a l'ús d'antibiòtics. La diarrea infecciosa per estafilococ daurat també pot afectar pacients que hagin pres antibiòtics. La «diarrea del viatger» sol ser algun tipus de gastroenteritis bacteriana i, en general, és de bon pronòstic. Pot cronificar-se en cas de coincidir amb determinades patologies de base prèvies.
Els medicaments antiàcids semblen incrementar el risc d'infecció significativa a conseqüència de l'exposició a una sèrie d'organismes, incloent-hi Clostridium difficile i diverses espècies de salmonel·les i campilobàcters. El risc associat als inhibidors de la bomba de protons és més alt que el que comporten els antagonistes dels receptors H₂, per culpa de l'aclorhídria (reducció del nivell d'àcid clorhídric en el suc gàstric) produïda pels primers.

### Paràsits
Hi ha diversos protozous que poden causar gastroenteritis. El més corrent és Giardia lamblia, però també s'han identificat Entamoeba histolytica i espècies de Cryptosporidium com a agents causatius. En conjunt, representen un 10% dels casos infantils. Giardia és més comú als països en vies de desenvolupament, però provoca gastroenteritis a gairebé tot el món en major o menor mesura. És particularment habitual entre les persones que han viatjat a zones de gran prevalença, els nens que van a la llar d'infants, els homes que mantenen relacions sexuals amb altres homes i a les regions afectades per calamitats.
La criptosporidiosi, al nostre entorn, es considera una malaltia emergent; relacionada amb l'ús recreatiu de l'aigua o la utilització de bolquers contaminats.

### Transmissió
La gastroenteritis es pot encomanar pel consum d'aigua contaminada o quan diversos individus comparteixen objectes personals. A les parts del món que tenen estacions seques i humides, la qualitat de l'aigua baixa bastant durant l'estació humida, fet que es correlaciona amb brots de gastroenteritis. En canvi, a les regions que tenen quatre estacions, es produeixen més infeccions durant l'hivern. L'alimentació de nadons amb biberons mal desinfectats és una causa important d'aquesta malaltia a nivell global. Les taxes de transmissió també s'associen a males pràctiques d'higiene, especialment entre els infants, a les llars amb molts habitants i la malnutrició. Els adults que hagin desenvolupat tolerància poden ser portadors de determinats organismes sense presentar ni signes ni símptomes de malaltia, cosa que els converteix en reservoris naturals. Alguns agents (com ara la shigel·la) només infecten els primats, mentre que d'altres (com ara Giardia) es troben en una gran varietat d'animals.

### Causes no infeccioses
Hi ha diversos factors no infecciosos que provoquen inflamació a l'aparell digestiu. Les més habituals inclouen medicaments (com ara els AINE), aliments com la lactosa (en els individus que hi tenen intolerància) i el gluten (en els celíacs). La malaltia de Crohn també és una causa no infecciosa de gastroenteritis, sovint greu. Altres casos es produeixen a conseqüència de la ingestió de toxines.

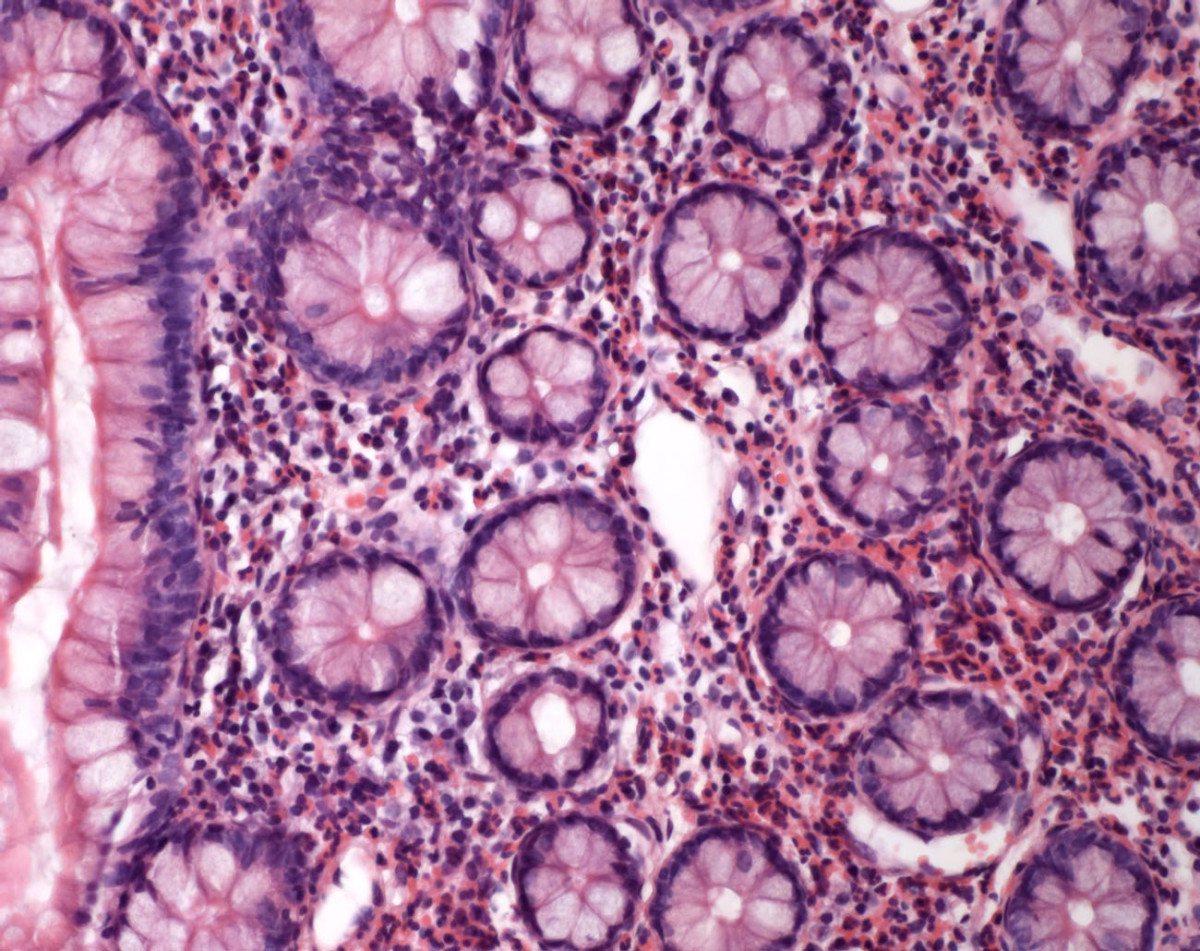
Gastroenteritis eosinofílica. Biòpsia endoscòpica d'ili. Tinció d'HE. 100X

La gastroenteritis esosinofílica és una malaltia rara (uns 400 casos identificats fins ara) i d'etiologia poc clara. Fou descrita per primera vegada l'any 1937 per Rolf Kaijser (cirurgià suec, 1903-1980).
La hipòtesi causal més acceptada és una reacció d'hipersensibilitat enfront d'antígens alimentaris. Es caracteritza per la infiltració, difusa o focal, de diferents parts del tracte gastrointestinal per eosinòfils. Aquesta infiltració provoca l'alliberament de substàncies inflamatòries que danyen el teixit de les zones afectades. Els criteris de classificació es basen en la profunditat de les capes histològiques infiltrades (fonamentalment: serosa, muscular i mucosa, segons els patrons establerts per Klein l'any 1970). La forma mucosa és la mès comú (55-58%), i pot provocar un quadre de malabsorció. En l'afectació de predomini muscular s'observa un engruiximent de la paret gàstrica o intestinal que, a vegades, comporta una estenosi o una obstrucció intestinal. La forma serosa és infreqüent, i la seva principal manifestació és l'ascites.